# Małaja Leszcza
Małaja Leszcza (biał. Малая Лешча; ros. Ма́лая Леща, Małaja Leszcza; hist.: biał. Лешча, Leszcza; ros. Леща, Leszcza; pol. Leszcza) – wieś na Białorusi, w obwodzie witebskim, w rejonie orszańskim, w sielsowiecie Zubawa, nad Leszczą. 

## Historia
W XIX i w początkach XX w. położona była w Rosji, w guberni mohylewskiej, w powiecie horeckim, w gminie Masłaki. Następnie w granicach Związku Sowieckiego. Od 1991 w niepodległej Białorusi.
18 marca 2014 zmieniono jej nazwę z Leszcza na Małaja Leszcza, dla odróżnienia od drugiej Leszczy położonej w tym samym sielsowiecie.